# Списък на градове в Сирия
Това е списък на градовете в Сирия според административното им значение и по азбучен ред.

## Столица
- Дамаск (Аш-Шам)

## Центрове на области (провинции) без столицата
- Ал-Кунейтра
- Ал-Хасеке
- Ар-Ракка
- Ас-Суейда
- Дараа
- Дейр ез-Зор
- Идлиб
- Латакия (Лидакия)
- Тартус
- Халеб (Алеп, Алепо)
- Хама
- Хомс

## Центрове на околии (райони) без областните
- Абу Камал
- Айн ал-Араб
- Ал-Баб
- Ал-Камишли
- Ал-Кусейр
- Ал-Кутейфа
- Ал-Маликия
- Ал-Мухаррам
- Ал-Хафа
- Ан-Набк
- Ар-Растан
- Ас-Санамаян
- Ас-Сафира
- Ас-Сукейлабия
- Ат-Тал
- Ат-Таура
- Аш-Шейх Бадър
- Азаз
- Арийха
- Африн
- Банияс
- Дарея
- Джабле
- Джарабулус
- Джисър аш-Шугур
- Дума
- Дурейкиш
- Забадани
- Израа
- Кардаха
- Катана
- Маарат ан Нуман
- Манбидж
- Масяф
- Меядин
- Мухарде
- Рас ал-Айн
- Саламия
- Салхад
- Сафийта
- Тадмор (Палмира)
- Тал Абяд
- Талкалах
- Фик
- Харем
- Шахба
- Ябруд

## Други градове
- Ал-Хаджар ал-Асуад
- Арвад
- Блудан
- Босра
- Маалула
- Сейдная
- Тел Тамер